# Jotneisen
Koordinaten: 70° 27′ 22″ S, 23° 7′ 26″ O
Das Jotneisen (norwegisch für Trolleis) ist ein Schelfeis an der Prinzessin-Ragnhild-Küste des ostantarktischen Königin-Maud-Lands. Es liegt zwischen dem Hammarryggen und dem Lokeryggen.
Wissenschaftler des Norwegischen Polarinstituts benannten es 2016.